# 熱情之花
《熱情之花》（日语：情熱の花）是日本團體放浪兄弟的第45張單曲，由rhythm zone於2015年3月4日發行。

## 概要
- 與前作《NEW HORIZON》相隔約7個月的新作，亦是放浪兄弟第十張專輯《19 -Road to AMAZING WORLD-》的先行單曲。
- A面曲《熱情之花》是日本電視台節目『スッキリ!!』2015年3月份片尾曲。以2008年發行的《Ti Amo 我愛你》的曲風為藍本，由主唱ATSUSHI親自填詞。
- 有別於前作，此單曲並未收錄任何B面曲。
- 分「CD+DVD」跟「CD」兩版本發行。DVD收錄《熱情之花》的音樂錄影帶。
- 在3月16日於公信榜单曲週排行榜取得第2位。

## 收錄曲目

### CD
1. 熱情之花
（作詞：ATSUSHI、作曲：沖仁）
2. 熱情之花（Instrumental）

### DVD
1. 熱情之花（Music Video）

## 外部連結
- YouTube上的熱情之花